# 克劳迪奥·皮萨罗
克劳迪奥·米格尔·皮萨罗·博西奥（西班牙語：Claudio Miguel Pizarro Bosio，發音：[ˈklawðjo piˈsaro]；1978年10月3日—）是一位秘魯足球運動員。皮薩羅的職業生涯中，有大部分的時間效力於德甲聯賽。他曾五度加盟雲達不來梅，兩度加盟拜仁慕尼黑。他目前是德甲歷史上，進球數第二多的非德國籍球員。退役前效力德甲球隊雲達不來梅。他也曾代表秘鲁国家足球队出賽。

## 職業生涯

### 早年生涯
比沙路的職業生涯肇始於秘魯北部的佩斯克罗竞技，1997年加盟利马联盟。其間他協助球隊取得秘魯秋季聯賽冠軍。由於他在球隊出色表現，吸引了一些歐洲大球會和南美著名球隊的注意。

### 雲達不萊梅
1999年，皮薩羅登陸歐洲，加盟德甲球會云达不来梅。他身體條件好，頭槌技術出色，在德甲保持著極高入球率。在2000-01年球季，關於比沙路轉會的消息甚囂塵上，牽涉的球會由國內的拜仁慕尼黑，以至西班牙兩支超級球會皇家馬德里和巴塞羅那。最後比沙路於2001年6月7日選擇轉投拜仁慕尼黑。

### 拜仁慕尼黑
皮薩羅為拜仁慕尼黑的首次出賽以及首個進球，均在2001–02賽季的德甲第二輪，對陣沙爾克04的比賽中。此後五個賽季，他贏得了三屆德甲聯賽冠軍（2002-03、2004-05、2005-06），且於各項賽事共出場229次，攻入97球，是典型的高效前鋒。2007年5月19日，於2006-07年賽季的最後一場聯賽，比沙路取得了個人在德甲的第100個入球。翌日（2007年5月20日），拜仁宣佈比沙路將會離隊。

### 切爾西
比沙路在離開拜仁後受到多家球會斟介，最後於2007年6月1日以自由轉會形式，加盟英格蘭超級聯賽球隊切尔西，簽約四年。他是切爾西歷史上第一位祕魯球員。皮薩羅在2007–08賽季的英超第一輪，對陣伯明罕的比賽中，即打入加盟切爾西後的第一個進球。但是在主教練若澤·穆里尼奧離隊後，皮薩羅不受到新帥艾林·格蘭的看重，出場機會寥寥無幾。

### 重返雲達不萊梅
2008年8月15日，比沙路被租借至云达不来梅，為期一年。他在2008–09賽季的德甲第三輪，打入返回雲達不萊梅後的第一顆進球。那個賽季，皮薩羅在各項賽事中，打入28球，幫助雲達不萊梅在德國盃以及歐洲足協盃中，均進入到最後的決賽。
2009年8月18日，比沙路永久轉會至雲達不萊梅，簽約三年。2010年10月23日，皮薩羅打入他在德甲聯賽中的第134個進球。超越了吉奥瓦尼·埃尔伯的紀錄，成為德甲歷史上進球最多的非德國籍球員。

### 重返拜仁慕尼黑
2012年5月12日，皮薩羅與拜仁慕尼黑簽下一年合約。2012–13賽季，他主要作為替補球員出場，但是仍常有進球入帳。2012年11月7日，在歐洲冠軍盃對陣里爾的比賽中，皮薩羅於33分鐘時便完成了帽子戲法。2013年3月30日，於德甲第27輪對陣漢堡的比賽中，他甚至打入了4個進球。當個賽季結束後，皮薩羅與拜仁慕尼黑續約一年。

### 三度加盟雲達不萊梅
2015年9月7日，皮薩羅以自由身加入雲達不萊梅，這是他第三次加盟該球會。2016年3月2日，他在對陣勒沃庫森的比賽中完成帽子戲法。以37歲的年齡，創造德甲史上最高齡完成帽子戲法的球員的新紀錄。同年4月16日，他在對陣沃爾夫斯堡時，以一記十二碼打入他為雲達不萊梅攻進的第102顆聯賽進球。這使他超越了馬爾科·博德，成為雲達不萊梅歷史上的頭號射手。

## 國家隊生涯
比沙路早於1999年已入選秘魯國家隊。2003年8月23日，他在對陣墨西哥的比賽中，開賽僅僅18秒就進球，這是秘魯國家隊史上最快進球的紀錄。他亦曾代表秘魯參加了多屆美洲盃的賽事。

## 荣誉
拜仁慕尼黑
- 德國足球甲級聯賽冠軍：2002–03、2004–05、2005–06、2012–13、2013–14、2014–15
- 德國足協盃冠軍：2002–03、2004–05、2005–06、2012–13、2013–14
- 德國聯賽盃冠軍：2004
- 德國超級盃冠軍：2012
- 欧洲冠军联赛冠軍：2012–13
- 欧洲超级杯冠军：2013
- 洲际杯冠軍：2001
- FIFA俱樂部世界盃冠軍：2013

雲達不萊梅
- 德國足協盃冠軍：2008–09

## 個人生活
皮薩羅育有二子一女，三個孩子都生於德國。
皮薩羅熱衷於賽馬運動，他與流浪者隊員乔伊·巴顿共同擁有一匹賽馬。